# Гродскова, Тамара Викторовна
Тамара Викторовна Гродскова (1930—2019) — советский и российский искусствовед, почётный академик РАХ (2012). Заслуженный работник культуры РСФСР (1985). Директор (1977—1987 и 1999—2016) и почётный президент (2016—2019) Саратовского художественного музея имени А. Н. Радищева.

## Биография
Родилась 14 сентября 1930 года в селе Кумылга Вологодской области.
С 1953 года после окончания Института живописи, скульптуры и архитектуры им. И. Е. Репина Академии Художеств СССР начала работать в Саратовском художественном музее имени А. Н. Радищева —заведующая библиотекой, с 1963 года — научный сотрудник, с 1966 по 1971 годы — заведующая отделом экспозиции. С 1971 по 1976 годы — корреспондент Саратовского комитета по телевидению и радиовещанию и методист по изобразительному искусству в Саратовском областном Доме народного творчества. С 1987 по 1999 годы — заместитель председателя Саратовского отделения Фонда культуры и директор музыкально-художественного салона при Фонде культуры.
С 1977 по 1987 и с 1999 по 2016 годы — директор Саратовского художественного музея имени А. Н. Радищева, в 2012 году в Радищевском музее под её руководством состоялась встреча Председателя Правительства Российской Федерации В. В. Путина с руководителями крупнейших российских музеев, на которой поднимались вопросы увеличения финансирования музеев, строительства и реконструкции фондохранилищ, расширения внебюджетной деятельности музеев, пересмотра налоговых льгот, ввоза в Россию произведений искусства. После встречи В. В. Путин осмотрел хранилища графики и живописи, ознакомился с отдельными работами и коллекцией икон. С 2016 года — почётный президент Радищевского музея.
Умерла 23 сентября 2019 года в Саратове.

## Награды
Ордена, медали
- Орден Почёта (2010)
- Медаль ордена «За заслуги перед Отечеством» II степени (2005)

Звания
- Заслуженный работник культуры РСФСР (1985)
- Почётный гражданин Саратовской области (2007)
- Почётный академик РАХ (2012)

Другие награды
- Нагрудный знак РФ «За вклад в российскую культуру» (2015, Министерство культуры Российской Федерации)[9]

## Ссылка
- Генеральный директор Саратовского государственного художественного музея имени А. Н. Радищева, заслуженный работник культуры Российской Федерации, почетный гражданин Саратовской области Тамара Викторовна Гродскова празднует юбилей. Министерство культуры Саратовской области. Дата обращения: 14 февраля 2020.